# 程亮 (1979年)
程亮（1979年—），安徽岳西人，教育部青年长江学者，华东师范大学教授。

## 生平
2001年毕业于安徽师范大学，2005年于华东师范大学获博士学位。现任华东师范大学教育学系副主任、教授、博士生导师，教育部人文社科重点研究基地华东师范大学基础教育改革与发展研究所研究员。

## 学术贡献
主要从事政治哲学与教育、教育伦理、基础教育改革与发展等领域研究工作。主持国家社科基金重大项目、国家自然科学基金面上项目等课题多项，研究成果获上海市哲学社会科学二等奖等。

## 著作
- 《对话教学》（第一作者）（福建教育出版社，2005年）
- 《教学与社会变革》（第一译者）（华东师范大学出版社，2008年）
- 《教育学的“理论-实践”观》（福建教育出版社，2009年）
- 《教育研究方法（第六版）》（译著）（华东师范大学出版社，2015年）
- 《教育的道德基础：教育伦理学引论》（福建教育出版社，2016年）
- 《瞿葆奎教育学论要》（福建教育出版社，2017年）
- 《美国MFA教育概览》（华东师范大学出版社，2017年）